# سيد غطوش (الريف الشرقي)
سيد غطوش (بالفارسية: سیدگتوش) هي منطقة سكنية تقع في إيران في قسم الريف الشرقي الريفي. يقدر عدد سكانها بـ 25 نسمة بحسب إحصاء 2016.